# 럭키금성 황소 1984–1990 시즌

## 시즌 통계

### 시즌 전 대회 기록
※ K리그 챔피언십 경기 결과를 포함하지 않은 순수 정규리그 승무패 승점과 골득실이다.
| 시즌 | 리그 팀수 | K리그  | 경기수 | 승 | 무 | 패 | 득 | 실 | 차  | 승점 | 리그컵        | FA컵           | 슈퍼컵 | ACL       | 감독        |
| ---- | --------- | ------ | ------ | -- | -- | -- | -- | -- | --- | ---- | ------------- | -------------- | ------ | --------- | ----------- |
| 1984 | 8         | 7위    | 28     | 8  | 6  | 14 | 38 | 45 | -7  | 33   |               |                |        |           | 박세학      |
| 1985 | 8         | 우승   | 21     | 10 | 7  | 4  | 35 | 19 | +16 | 27   |               |                |        |           | 박세학      |
| 1986 | 6         | 준우승 | 20     | 10 | 7  | 3  | 28 | 17 | +11 | 27   | 5위 (프로)[1] |                |        | 진출 실패 | 박세학      |
| 1987 | 5         | 5위    | 32     | 7  | 7  | 18 | 26 | 55 | -29 | 21   | 미개최        |                |        | 대회 기권 | 박세학      |
| 1988 | 5         | 4위    | 24     | 6  | 11 | 7  | 22 | 29 | -7  | 23   | 미개최        | 우승 (전국)[2] |        | 진출 실패 | 고재욱 (대) |
| 1989 | 6         | 준우승 | 40     | 15 | 17 | 8  | 53 | 40 | +13 | 47   | 미개최        | 4강 (전국)[2]  |        | 진출 실패 | 고재욱      |
| 1990 | 6         | 우승   | 30     | 14 | 11 | 5  | 40 | 25 | +15 | 39   | 미개최        |                |        | 진출 실패 | 고재욱      |

[1] 당시 공식 대회명칭은 프로축구선수권대회로 정규리그 이외 별도로 실시된 최초의 대회로 리그컵의 시초이다.

[2] 당시 공식 대회명칭은 전국축구선수권대회로 2001년 FA컵으로 통합되었다.

### K리그 챔피언십기록
| 시즌 | 진출 팀수 | 순위   | 경기수 | 승 | 무 | 패 | 득 | 실 | 차 | 승부차기 | 감독   |
| ---- | --------- | ------ | ------ | -- | -- | -- | -- | -- | -- | -------- | ------ |
| 1986 | 2         | 준우승 | 2      | 0  | 1  | 1  | 1  | 2  | -1 | N/A      | 박세학 |

## 시즌 총평

### 1987 시즌 총평
8개팀 프로리그 실현설 당시 경남 연고 물망에 올랐으나 충청도 연고  물망에 오른 일화가 통일교 기업이라 독실한 기독교 신자인  최순영 당시 대한축구협회 회장이 반대하여 무산되자 충청도로 변경했으며 이 과정에서 부산 연고지 물망에 오른  대우가 부산-경남, 인천-경기 연고지 물망에 올랐던  현대가 강원도, 서울 연고지 물망에 거론된 유공이 인천-경기도로 바뀌어 8개 구단(서울 부산 경남 인천-경기 강원 대구-경북 호남 충청도)에서 5개 구단(인천-경기 강원 대구-경북 부산-경남 충청도)으로 축소됐다.

### 1988 시즌 총평
대전한밭운동장이 올림픽에 사용되자 이 해부터 다음 해인 1989년까지 홈경기가 청주에서  열렸다.

### 1989 시즌 총평
킹스컵에서 3위를 마크했는데 예선리그  4경기 모두 무실점 승리를 기록했다.

### 1990 시즌 총평
도시지역 연고제가 시행되어 서울로 연고지를 옮겼다.

## 같이 보기
- FC 서울

## 참고 자료
- FC 서울 매치데이 매거진
- K리그 공식 웹사이트 - K리그 히스토리